# Do you care
Do you care was de achtste single van de symfonische rockgroep Kayak.
Na Still my heart cries for you opnieuw een liefdeslied van Pim Koopman als single. Koopman was zo eenzaam, dat hij zich afvroeg of er nog iemand om hem gaf. De singlekopers in ieder geval niet, want het belandde in geen enkele tip- of hitparade. De B-kant werd gevormd door Nothingness (Ton Scherpenzeel), ook al geen song dat als single kan dienen. Het nieuwe platenlabel van Kayak had hier een probleem. Het album The Last Encore bevatte geen enkele song die kan dienen tot promotiemateriaal, daarvoor is de muziek van dat album te specialistisch symfonisch.